# Винцингероде, Фердинанд Фёдорович
Барон Фердинанд Фёдорович фон Винценгероде или Винцингероде (нем. Ferdinand von Wintzingerode; 15 февраля 1770, Аллендорф, Гессен-Кассель — 16 июня 1818, Висбаден, Нассау) — русский генерал от кавалерии и генерал-адъютант немецкого происхождения из старинного рода Винцингероде, герой Отечественной войны 1812 года, во время которой командовал «летучими» кавалерийскими отрядами русской армии.

## Биография
Фердинанд фон Винценгероде происходил из старинной тюрингенской фамилии. Подданный Гессен-Касселя. Службу начал в гессенской армии. В 1790 году Винцингероде вступил добровольцем в австрийскую армию и принял участие в борьбе с якобинцами в Нидерландах. В 1797 году Винцингероде перешёл в русскую службу. В следующем году он был назначен адъютантом к великому князю Константину Павловичу. Сделав с ним Итальянскую кампанию 1799 года и быстро продвигаясь в чинах, Винцингероде уже в 1802 году был возведён в звание генерал-адъютанта.
Во время войны 1805 года он был послан Кутузовым для переговоров с Мюратом. Благодаря искусному ведению этих переговоров русская армия выиграла два перехода при своём затруднительном отступлении.
В 1809 году Винценгероде, опять перешедший в австрийские войска, был ранен в сражении под Асперном, где картечная пуля раздробила ему ногу.
В 1812 году Винценгероде снова поступил на русскую службу. В Смоленске он собирал войска, а после соединения 1-й и 2-й армий получил Особый кавалерийский отряд, с которым прикрывал Петербургский тракт. Винценгероде являлся первым партизаном той войны. Во главе отряда 19 августа он совершил дерзкий налёт на Витебск, во время которого взял 800 пленных. Впрочем, из-за своего иностранного происхождения он был гораздо менее популярен среди простого люда и солдат, чем конфликтовавший с ним Денис Давыдов и даже его «правая рука» А. Х. Бенкендорф.
По вступлении неприятеля в Москву Винценгероде занял Тверскую дорогу. Когда Наполеон начал готовить отступление своей армии, Винцингероде двинулся к Москве и 10 (22) октября прибыл со своим авангардом к Тверской заставе. Здесь, узнав о данном маршалу Мортье приказании взорвать Кремль, Винцингероде отправился к нему для переговоров, но был взят в плен. Был едва не расстрелян Наполеоном, который знал, что Винцингероде родом из Гессена, входившего в состав созданного корсиканцем в 1807 году Вестфальского королевства. Только личное вмешательство императора Александра I спасло Винцингероде от смерти.
При следовании под конвоем к западным границам России Винцингероде был освобождён партизанским отрядом А. И. Чернышёва на перегоне между Минском и Вильно.
В начале 1813 года Винценгероде командовал кавалерийским отрядом, а в сражении под Лютценом — всею конницей союзников. После перемирия он участвовал в сражениях под Грос-Береном, Денневицем и Лейпцигом, а затем принимал участие и в кампании 1814 года.
Скончался 16 июня 1818 года в Висбадене, куда приехал на лечение: «Найден был сидевшим под деревом, в виде спящего». Похоронен 18 июня на кладбище близ Римских ворот. Могила сохранилась.

## Семья
С 19 сентября 1801 года был женат на польской графине Елене Ростворовской (1783—1829), сын от которой, Фердинанд (1809—1886), также поступил на русскую военную службу и дослужился до чина генерал-лейтенанта.

### Послужной список
- 7 июля 1797 года — вступил в службу из гессенской службы, из майоров, принят в русскую тем же чином по армии, с назначением адъютантом к Его Высочеству цесаревичу, с ношением мундира л.-гв. Измайловского полка.
- 15 мая 1798 года — награждён орденом Св. Анны 3 ст.
- 25 мая 1798 года — пожалован полковником в л.-гв. Измайловском полку, с оставлением в прежней должности.
- 3 февраля 1799 года — исключён из службы без абшида.
- 12 ноября 1801 года — принят тем же чином из цесарской службы в Свиту Его Величества по квартирмейстерской части.
- 12 апреля 1802 года — назначен генерал-адъютантом.
- 16 мая 1803 года — назначен шефом Одесского гусарского полка.
- 29 октября 1805 года — за Кремс награждён орденом Св. Георгия 3 ст.
- 3 января 1807 года — по прошению уволен от службы, с мундиром.
- 11 мая 1812 года — принят из отставных генерал-лейтенантов австрийской службы в русскую генерал-майором и назначен адъютантом к Его Величеству.
- 16 сентября 1812 года — за отличие в сражениях произведён в генерал-лейтенанты, с сохранением звания генерал-адъютанта.
- 9 октября 1812 года — за изгнание французов из Москвы награждён орденом Александра Невского.
- 2 февраля 1813 года — за сражение при Калише и взятие его награждён орденом Св. Георгия 2 ст.
- 21 апреля 1813 года — за сражение при Люцене награждён орденом Св. Владимира 2 ст.
- 8 октября 1813 года — за храбрость произведён в генералы от кавалерии.
- 2 февраля 1814 года — за штурм и взятие крепости Суассона награждён орденом Св. Владимира 1 ст.
- 14 марта 1814 года — золотой шпагой за дела.
- 9 апреля 1816 года — назначен командиром 2-го пехотного корпуса.
- 15 марта 1817 года — уволен в отпуск до излечения болезни.
- 25 июня 1817 года — назначен командиром Отдельного Литовского корпуса и состоять под начальством Его Императорского Высочества цесаревича.
- 10 июля 1818 года — высочайшим приказом исключён из списков умершим.

## Память
В городах Вена, Ганновер и Лейпциг есть улицы, названые в честь него. В австрийской столице в 22 округе есть улица Винтцингеродештрассе, в двух немецких городах — Винцингеродевек и Винтцингеродевек соответственно.

## Комментарии
1. ↑  Традиционно допускаются два русских написания фамилии — Винцингероде и Винценгероде[3][4].